# Brand (Sauerlach)
Brand ist ein Ortsteil der oberbayerischen Gemeinde Sauerlach im Landkreis München. 

## Geographie
Der Weiler liegt westlich von Arget auf der Gemarkung Arget.

## Sehenswürdigkeiten
- Altes Wasserpumpenhäusl aus dem Jahr 1929
- Unter Denkmalschutz steht das ehemalige Bauernhaus, Am Brand 4.

## Geschichte
Brand gehörte zur Gemeinde Arget und wurde mit dieser am 1. Mai 1978 im Zuge der Gebietsreform in Bayern nach Sauerlach eingegliedert.